# Schwarzbart-Flughund

Skizze des Verbreitungsgebiets (Text beachten)

Der Schwarzbart-Flughund (Pteropus melanopogon) ist ein auf den südlichen Molukken verbreitetes Fledertier in der Familie der Flughunde. Die Populationen des Aru-Flughundes (Pteropus aruensis) und des Kei-Flughundes (Pteropus keyensis) zählen nicht mehr zu dieser Art.

## Merkmale
Dieser schwanzlose Flughund ist mit einer Körperlänge von etwa 290 mm, einer Unterarmlänge von 188 bis 205 mm und einem Gewicht von 800 bis 900 g ein mittelgroßer Vertreter der Gattung Pteropus. Es sind etwa 47 mm lange Hinterfüße und 23 bis 30 mm lange Ohren vorhanden. Auf dem braunen Kopf kommt eine kastanienbraune bis goldorange Krone zwischen den Ohren vor. Um die Schultern ist ein kastanienbrauner Mantel mit orangen Tönungen vorhanden und auf der Brust sind die Haare leuchtend orange. Die restlichen Haare der Oberseite sind goldorange an den Wurzeln und schwarz an den Spitzen. Das Fell erstreckt sich entlang der Unterarme auf die Flügel und über die Kanten der Schwanzflughaut. Da bei erwachsenen Exemplaren die zweiten Prämolaren in den Seiten des  Oberkiefers gelegentlich herausfallen, können sich 32 oder 34 Zähne im Gebiss befinden. Männchen besitzen etwas größere Eckzähne als Weibchen. Abweichungen im Schädelbau unterscheiden die Art von anderen Gattungsmitgliedern.

## Verbreitung
Der Schwarzbart-Flughund lebt auf Buru, Seram, Misool und Tanimbar sowie auf kleineren Inseln der südlichen Molukken, jedoch nicht auf Ambon. Er hält sich im Flachland auf und bewohnt kleinere tropische Wälder im Umfeld von Siedlungen sowie Mangrovensümpfe.

## Lebensweise
Dieser nachtaktive Flughund bildet Gruppen mit bis zu 200 Mitgliedern und ruht im Blattwerk der Bäume. Kurze Pausen werden oft einzeln verbracht. In benachbarten Bäumen kann der Südmolukken-Flughund (Pteropus chrysoproctus) angetroffen werden. Aufgrund der Form der Backenzähne ist eine hauptsächliche Ernährung durch Früchte am wahrscheinlichsten. Zusätzlich aufgenommene Blüten, Nektar und Pollen stammen oft von Durianbäumen. Zum Fortpflanzungsverhalten gibt es keine Angaben.

## Gefährdung
Der Schwarzbart-Flughund wird gejagt und als Bushmeat verkauft. Zusätzlich wirken sich Waldrodungen negativ aus. Laut Schätzungen nahm die Gesamtpopulation in den 33 Jahren vor 2016 (drei Generationen) mit etwas über 50 Prozent ab. Die IUCN listet die Art als stark gefährdet (endangered).